# جون باريت
جون باريت (بالإنجليزية: John Barrett)‏ هو ممثل بريطاني (وحمل سابقاً جنسية المملكة المتحدة لبريطانيا العظمى وأيرلندا)، ولد في 18 فبراير 1910 في المملكة المتحدة، وتوفي في 22 مايو 1983 بلندن في المملكة المتحدة.

## أعمال

### أفلام
- (1979) تس

## وصلات خارجية
- جون باريت على موقع IMDb (الإنجليزية)
- جون باريت على موقع ألو سيني (الفرنسية)
- جون باريت على موقع ميوزك برينز (الإنجليزية)
- جون باريت على موقع أول موفي (الإنجليزية)
- جون باريت على موقع قاعدة بيانات الأفلام السويدية (السويدية)
- جون باريت على موقع قاعدة بيانات الفيلم (الإنجليزية)
- جون باريت على موقع كينوبويسك (الروسية)